# Sinuapa (kommun)
Sinuapa är en kommun i Honduras.   Den ligger i departementet Departamento de Ocotepeque, i den västra delen av landet, 220 km väster om huvudstaden Tegucigalpa. Antalet invånare är 5 820.